# 兹德拉夫科·科瓦契奇
兹德拉夫科·科瓦契奇（1925年7月6日—2015年4月1日），克罗地亚男子水球运动员。他曾代表南斯拉夫国家队参加1948年、1952年和1956年夏季奥林匹克运动会水球比赛，获得二枚银牌。